# Debály Ferenc József
Debály Ferenc József, Francisco José Debali (Cîineni, 1791. július 26. – Montevideo, Uruguay, 1859. január 13.) magyar származású zeneszerző, karnagy, Uruguay és Paraguay nemzeti himnuszának zeneszerzője.

## Élete
Az 1791-ben született Debály már korán Joseph Haydnnál tanult katonazenész apja örökébe lépett, és 1820-ig az osztrák seregben szolgált mint zenész. Miután leszerelt, Lipcsében és Bécsben tanult, majd a szárd hadsereg karmestere lett. A nyughatatlan vérű magyar mégis valami másra vágyott, és 1838-ban olasz feleségével nekivágott Brazíliának. Sárgalázjárvány miatt azonban sem Rio de Janeiróban, sem Santosban nem engedték őket partra szállni, így kényszerűségből Montevideóban kötöttek ki, ahol a komoly zenei ismeretekkel rendelkező Debály a helyi Caja de Comedia zenekarában rögtön helyet is kapott.
Így telepedtek meg Debályék Uruguayban a küszöbön álló polgárháború ellenére, sőt, mikor Juan Manuel de Rosas diktátor argentin csapatai újra megtámadták az országot, Debály önként jelentkezett új hazájának védelmére. A Fructuoso Rivera elnök tábori zenekarának karmesterévé kinevezett magyar azonban nemcsak dirigálással foglalkozott, hanem folyamatosan komponálta újabbnál újabb szerzeményeit, és a Cagancha melletti győzelmes csata hatása alatt írt Himno a Cagancha című műve által hamarosan általános hírnévre tett szert. Így érhette a megtiszteltetés, hogy a Francisco Acuña de Figueroa költő által írt uruguayi himnusz megzenésítésére éppen őt kérték fel. Ebben az időben született a barátság a magyar muzsikus és az uruguayi haderők főparancsnoka, a későbbi olasz szabadsághős, Giuseppe Garibaldi között is, aki 1848-ban olasz légiója élén visszatért Itáliába, hogy ott – többek között az 1848–49-es forradalom és szabadságharc emigránsai segítségével – kivívja az egységes olasz állam függetlenségét.
Közben Debály zeneszerzői képességének híre az általa írt számos valcer, induló, illetve variáció révén egyre tovább terjedt, és neve hamarosan új hazáján kívül az egész régióban ismertté vált. Ennek köszönhette, hogy az uruguayi himnusz megzenésítése után 1846-ban, az ugyancsak Francisco Acuña de Figueroa által írt paraguayi himnusz zenéjének megírására is őt kérték fel. Ezzel az 1859-ben bekövetkezett halálakor 143 zeneművet hátrahagyó Debály örökre beírta magát a dél-amerikai zene történetébe, sőt – több argentin és uruguayi zenetörténész szerint – korának legtehetségesebb és legképzettebb zeneszerzője volt. Emlékét az uruguayi fővárosban máig egy utca neve őrzi.